# Ignatitsa
Ignatitsa (bulgariska: Игнатица) är ett distrikt i Bulgarien.   Det ligger i kommunen Obsjtina Mezdra och regionen Vratsa, i den västra delen av landet, 50 km nordost om huvudstaden Sofia.
I omgivningarna runt Ignatitsa växer i huvudsak blandskog. Runt Ignatitsa är det ganska glesbefolkat, med 43 invånare per kvadratkilometer.